# Erica mitchelliensis
Erica mitchelliensis là một loài thực vật có hoa trong họ Thạch nam. Loài này được Dulfer mô tả khoa học đầu tiên năm 1964.